# Provincia Chonburi
Chonburi (în thailandeză ชลบุรี) este o provincie (changwat) din Thailanda. Situată în regiunea de Est, provincia Chonburi are în componența sa 11 districte (amphoe), 92 de sub-districte (tambon) și 691 de sate (muban). 
Cu o populație de 1.267.765 de locuitori și o suprafață totală de 4.363,0 km2, Chonburi este a 13-a provincie din Thailanda ca mărime după numărul populației și a 51-a după mărimea suprafeței.